# Berghotel Wilhelmsburg

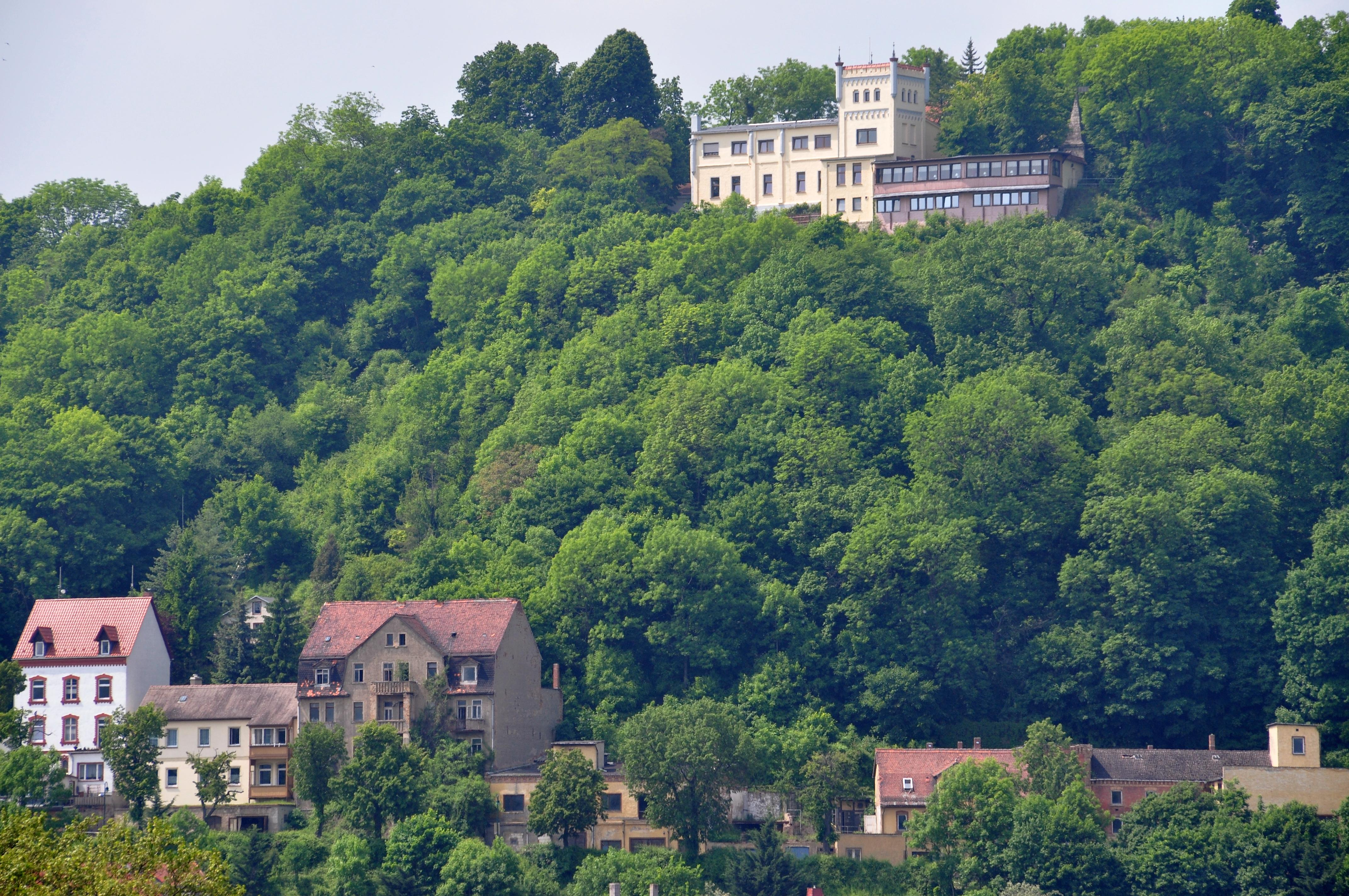
Blick auf die Wilhelmsburg vom Gradierwerk aus gesehen

Das Berghotel Wilhelmsburg (verkürzt auch nur Wilhelmsburg genannt) ist ein ursprünglich zu Ehren von Kaiser Wilhelm I. errichtetes Vereinsheim und jetzt als Hotel genutztes Gebäude in Bad Kösen. Auf Grund seiner exponierten Lage gehört das denkmalgeschützte Bauwerk zu den Wahrzeichen des Kurorts.

## Lage

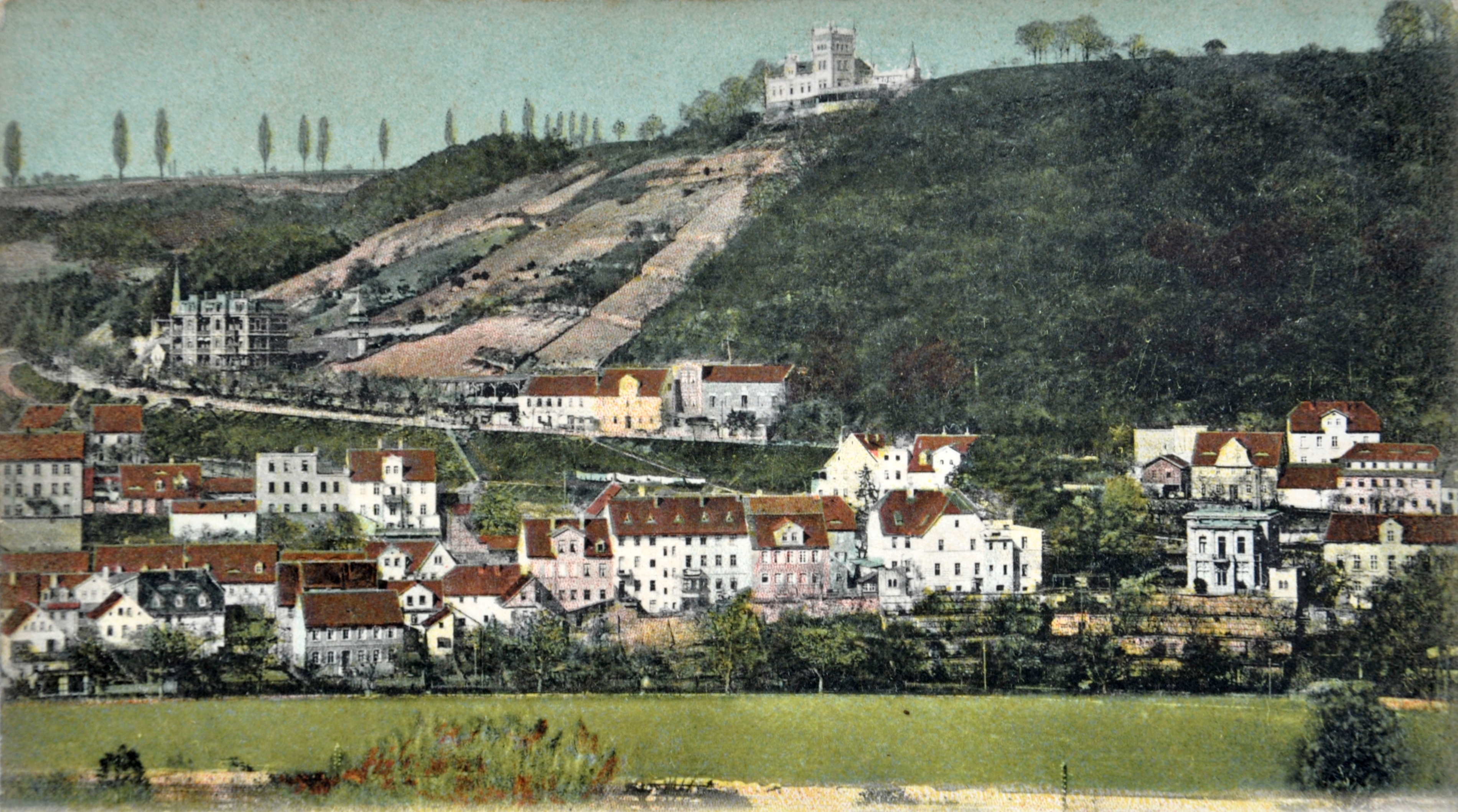
Die noch unbewaldete Anhöhe mit der Wilhelmsburg um 1900 vom Gradierwerk aus gesehen

Die Wilhelmsburg liegt 110 Meter über der Saale und 222 Meter über dem Meeresspiegel auf einem im westlichen Teil des Nikolausberges gelegenen Plateau am Ortsausgang von Bad Kösen rechts an der Straße nach Eckartsberga. Der heute bewaldete Berghang war bis Anfang des 20. Jahrhunderts baumlos und wurde als Weinberg genutzt. Die Anhöhe und der darunterliegende Weinberg waren im 18. Jahrhundert Eigentum des Bergrats Johann Gottfried Borlach. Auf dem Plateau stand ein aus behauenen Bruchsteinen gemauertes Türmchen, welches Weinberghaus und zugleich Wetterstation für die Kösener Saline war.

## Geschichte

Die Wilhelmsburg als Postkartenmotiv kurz nach der Eröffnung, gelaufen 1879

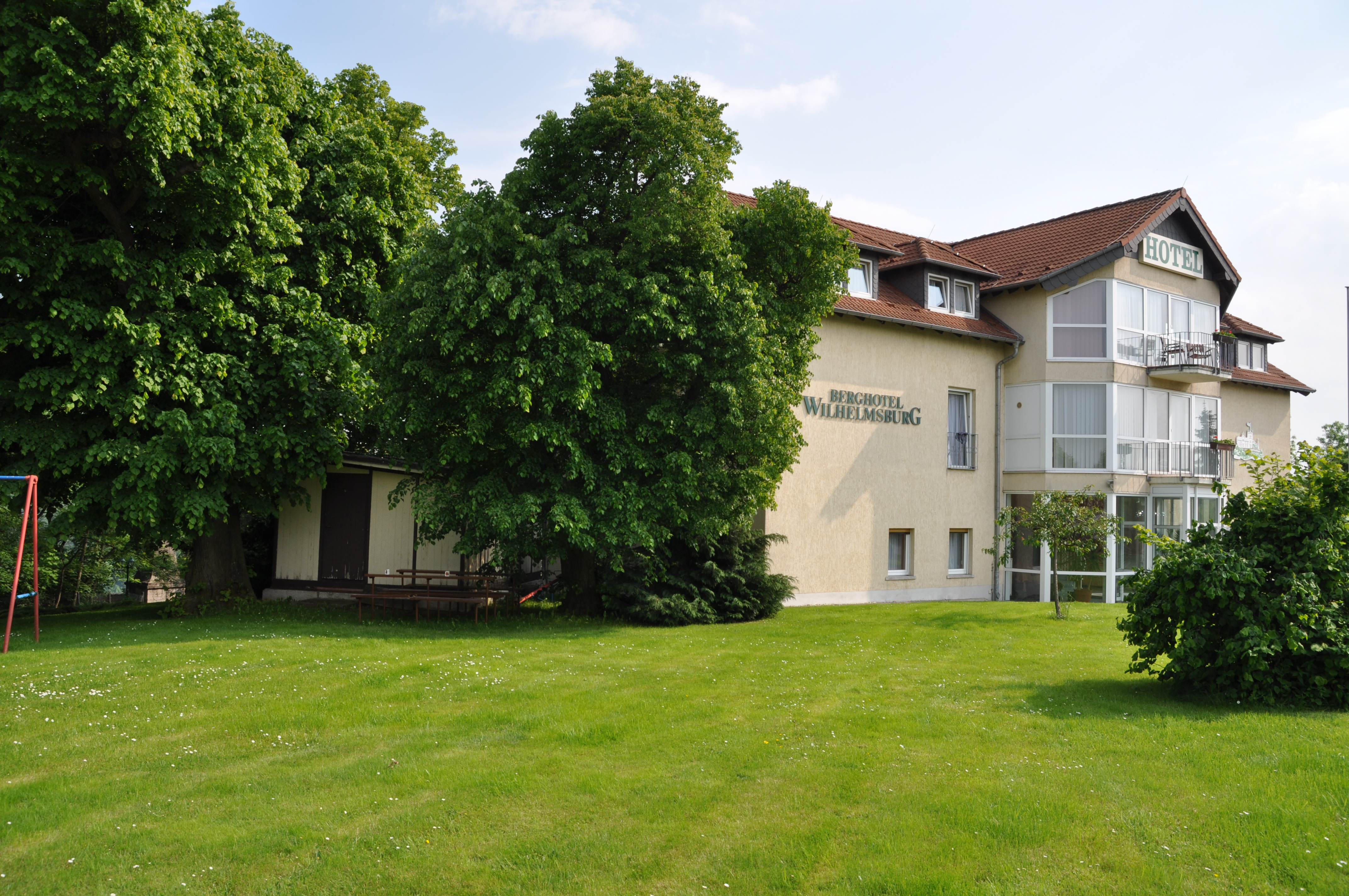
Gästehaus, Neubau 1994

Das Plateau war auf Grund des von dort möglichen Ausblicks einerseits über Bad Kösen bis nach Naumburg und andererseits zur Rudelsburg ein beliebtes Ausflugsziel. In Bad Kösen war 1866 von Teilnehmern der Kriege 1864 und 1866 als Veteranenvereinigung der König Wilhelm's Krieger-Verein gegründet worden. Dieser hatte seinen Stammtisch in einem Raum des Hotels Kurgarten am Walde. Nach der Reichsgründung 1871 beschlossen die Mitglieder des Vereins den Bau eines eigenen Vereinsheims. Sie kauften dazu auf Betreiben des Vorstands Friedrich Wolf vom damaligen Eigentümer das ehemals Borlachsche Grundstück und begannen mit dem Bau eines Hauses. Am 10. Mai 1875 war Richtfest. Beim Bau wurde der um 1750 errichtete und Fähnchen genannte Turm in die Ausgestaltung der Anlage mit einbezogen. Am 28. Januar 1876 erhielt der Verein die kaiserliche Erlaubnis, das Bauwerk Kaiser-Wilhelms-Burg zu nennen. Erster Pächter der im Gebäude untergebrachten Restauration war der Vorstand Wolf, sein Nachfolger der Wirt Andrä, dessen Schwiegervater Gottlieb Wagner, genannt Samiel, die Rudelsburg bewirtschaftete. Ende der 1890er Jahre erlebte die Wilhelmsburg einen besonderen Zulauf von Gästen, weil das damalige Wirtsehepaar Barthel die Häuptlingstochter Killymane aus Transvaal adoptiert hatte, welche in Bad Kösen die Schule besuchte, aber auch als bestaunte "Exotin" in der Gaststätte bediente.
1920 war die Mitgliederzahl des Kriegervereins aus Nachwuchsmangel und damit auch das Beitragsaufkommen so weit zurückgegangen, dass der Verein das noch nicht vollständig getilgte Baukostendarlehen nicht mehr bedienen konnte. Die Wilhelmsburg wurde deshalb an den Pächter Paul Schubert verkauft.
Die Wilhelmsburg war dann – mit dem nach 1945 geänderten Namen Bergschlößchen – Gaststätte, bis die Stadt Bad Kösen sie 1968 kaufte, um sie als Jugendherberge zu nutzen. Da die Stadt jedoch die für einen erforderlichen Umbau notwendigen Geldmittel nicht aufbringen konnte, veräußerte sie das Bauwerk kurzfristig an den VEB Kyffhäuserhütte, ein Maschinenbauunternehmen in Artern, weiter, der es als Betriebsferienheim Bergschlößchen Mitarbeitern für Urlaube, später als Betriebsferienlager für deren Kinder, zur Verfügung stellte.
Im Zuge der Privatisierung nach der deutschen Wiedervereinigung wurde das Gelände von der Treuhandanstalt 1991 an die Bad Kösener Familie Becker verkauft und von dieser 1994 um einen freistehenden Gästehausneubau erweitert. Es trägt seit der Privatisierung den Namen Berghotel Wilhelmsburg.

## Ausstattung

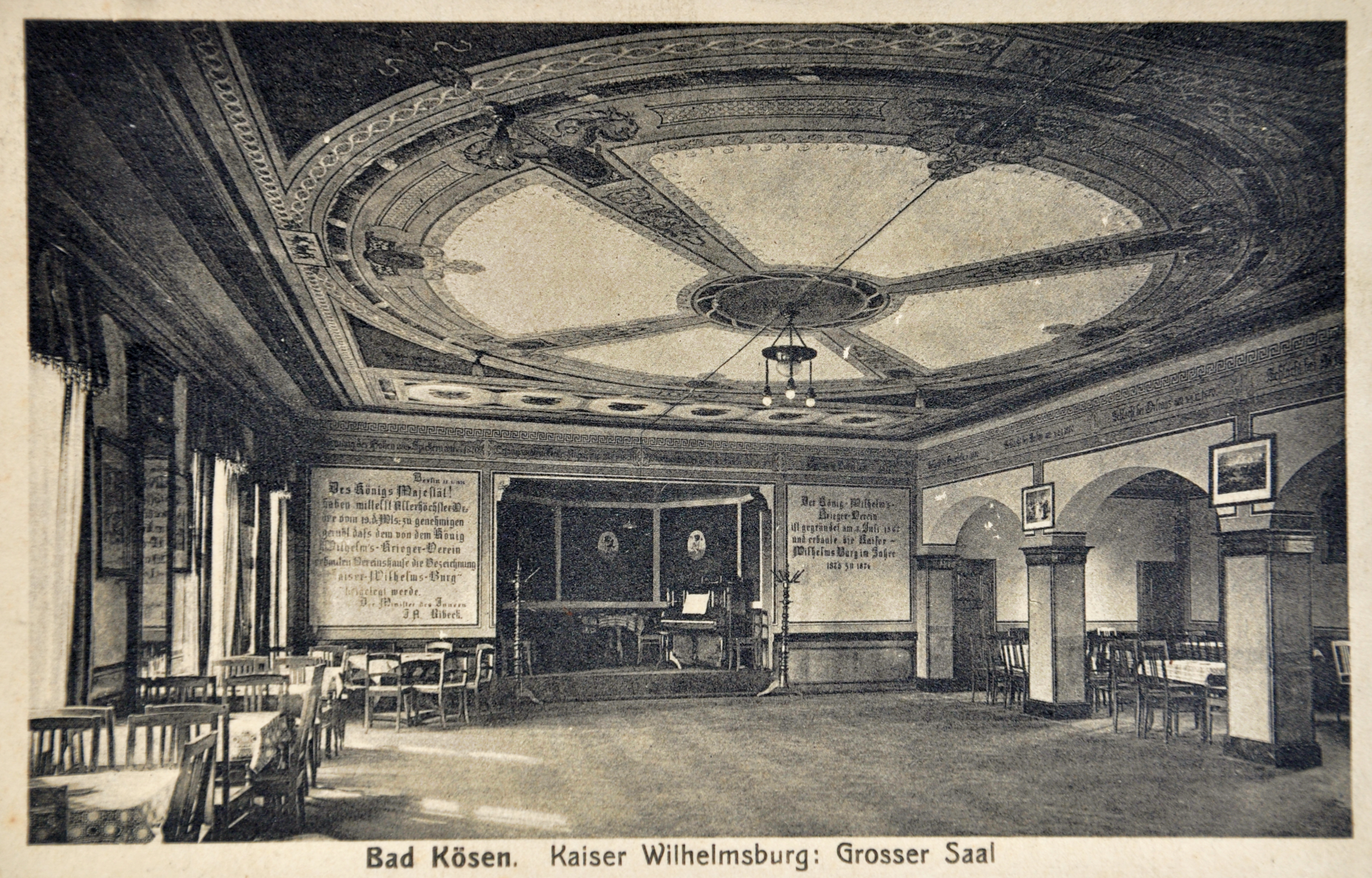
Der Festsaal in der ursprünglichen Ausstattung

Die Wilhelmsburg wurde im Stil der Neugotik errichtet. Der Festsaal hatte vom Bad Kösener Malermeister Leschke geschaffene Deckenbilder mit Porträts der Heerführer in den Kriegen 1864, 1866 und 1870. Die historisierende Fassade wurde in der Zeit der DDR abgebrochen. Die Deckengemälde im Festsaal wurden zerstört, der Saal selbst durch Umbau etwa halbiert, wodurch er heute noch circa 50 bis 60 Personen Platz bietet. Trotz dieser Eingriffe in die ursprüngliche Bausubstanz ist die Anlage noch als neugotisch zu erkennen. Sie stellt damit den letzten Profanbau dieses Stils im Ort dar.

## Bekannte Gäste

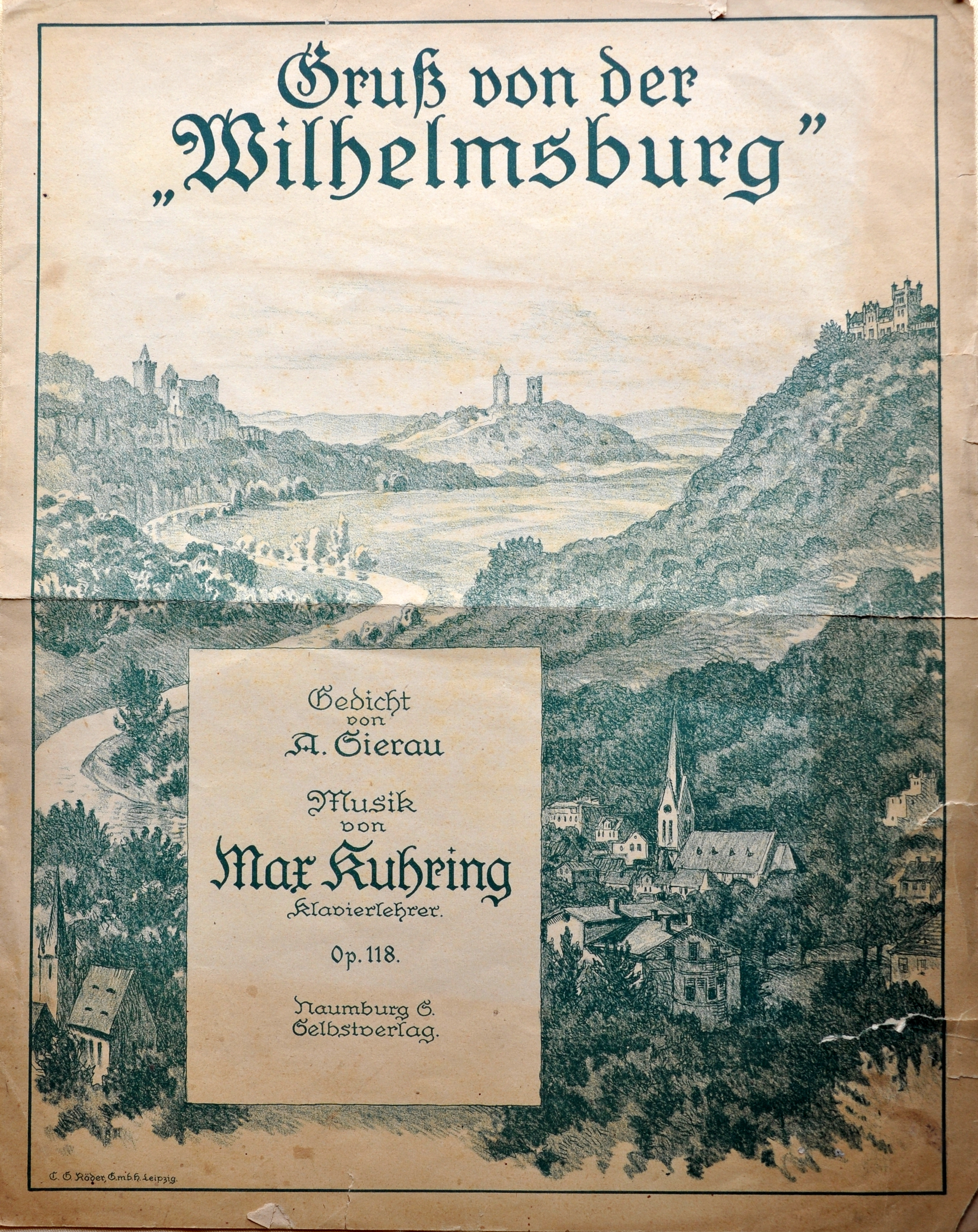
Deckblatt zur Komposition von Max Kuhring

- Entomologe Heinrich Friese, der dort in der Umgebung um 1885 Feldforschung betrieb.[4][5]
- Komponist Max Kuhring, welcher um 1910 das Lied Gruß von der "Wilhelmsburg" vertonte.
- Ostasienforscher Alexander von Siebold am 7. Mai 1898.[6]
- Nationalökonom Max Weber als Jugendlicher im Sommer 1878.[7]